# Грунь (приток Псёла)
Грунь — река на Украине в Сумской и Полтавской областях. Правый приток Псёла (бассейн Днепра).
Длина 85 км. Площадь водосборного бассейна 1090 км². Наклон 1,0 м/км. Долина трапециевидная, шириной до 3 км. Пойма шириной до 400 м. Русло извилистое, шириной до 10 м, глубиной 1,2 м, на отдельных участках расчистка.
Есть пруды. Используется для водоснабжения, орошения. Некоторые пруды искусственно зарыблены.